# Комсомолец (остров)
Комсомолец — самый северный из островов архипелага Северная Земля (Россия). Расположен между Карским морем и морем Лаптевых. Отделён от острова Октябрьской Революции проливом Красной Армии, а от острова Пионер — проливом Юный. По площади занимает третье место в архипелаге, 83-е место на планете и седьмое — в России.
Самая северная точка острова — мыс Арктический. С него стартуют многие арктические экспедиции.
Площадь острова — 9600 км², максимальная высота — 781 м. Имеет несколько вытянутую с севера на юг форму размером 150 на 90 км. Около 65 % острова покрыто ледниками с включениями песка и суглинка. Большую часть острова занимает крупнейший по площади ледниковый покров на архипелаге — ледник Академии наук, площадь которого — 5900 км², толщина покрова достигает 500 м, а высота над уровнем моря — 749 м. Ледник сползает с восточной части острова в бухту Кренкеля в море Лаптевых.

## Исследование острова
Остров был впервые исследован и назван экспедицией Георгия Ушакова и Николая Урванцева в 1930-32 гг. Обширный залив моря Лаптевых у юго-восточного побережья острова назван в 1973 году бухтой Кренкеля в честь полярного радиста, зимовавшего на архипелаге Северная Земля в 1935—1936 гг. в качестве начальника полярных станций «Мыс Оловянный» (юго-восток острова Октябрьской Революции) и «Остров Домашний» (в архипелаге Седова).

## Проект переименования
1 декабря 2006 на очередном пленарном заседании окружной Думы Таймырского автономного округа принято постановление, согласно которому предлагается возвратить архипелагу Северная Земля прежнее название «Земля Императора Николая II», а также переименовать его острова в честь членов семьи последнего императора. Так, остров Комсомолец предлагалось переименовать в остров Святой Марии.
Однако в 2007 году с вхождением округа в состав Красноярского края рассмотрение данного вопроса на федеральном уровне было приостановлено.

## Близлежащие малые острова
От мыса Арктического (самой северной точки острова) по часовой стрелке
- Остров Льдинка — небольшой остров круглой формы у северного побережья острова Комсомолец в районе ледника Морского.
- Остров Лопастной — вытянутой формы остров длиной 2,6 километра в 400 метрах от побережья острова Комсомолец, в 5 километрах к югу от устья реки Капризной
- Остров Раздельный — в 600 метрах к юго-востоку от острова Лопастного. Имеет около 1,8 километра в длину.
- Остров Озёрный — в 2,5 километрах к юго-западу от острова Раздельного. Около 2,3 километра в длину и до 750 метров в ширину.
- Остров Глинистый — небольшой остров в 500 метрах к западу от острова Озёрного, длиной около километра.
- Остров Чистиков — небольшой остров длиной около 700 метров в 2,2 километрах к востоку от острова Комсомолец в районе мыса Бухтеева.
- Острова Мористые — два маленьких острова в 2,5 километрах к востоку от мыса Бухтеева острова Комсомолец.
- Остров Мачтовый — Довольно большой остров в 1,4 километрах к юго-востоку от северного побережья острова Комсомолец, в районе мыса Обрывистого. Имеет вытянутую, расширяющуюся к югу форму длиной чуть более 3 километров и шириной до 1,4 километра.
- Остров Стерегущий — малый остров в километре к юго-востоку от острова Мачтового.
- Острова Диабазовые — два небольших, длиной 700 и 450 метров, острова в 1,7 километрах к юго-востоку от мыса Обрывистого — юго-восточной оконечности острова Комсомолец.
- Остров Часовой — малый остров в 2 с небольшим километрах от Диабазовых островов.
- Острова Незаметные — группа островов у северного побережья острова Комсомольца между мысами Последним и мыса Обрывистым
- Острова Известняковые — группа из четырёх крупных островов в проливе Красной Армии между островами Комсомолец, Октябрьской Революции и островом Пионер. Самый крупный из них — Большой Известняковый лежит всего в 500 метрах от побережья острова Комсомолец.
- Остров Буян — небольшой пологий остров в 500 метрах от мыса Открытого на юго-западе острова Комсомолец. Длина острова — чуть менее километра.
- Остров Поворотный — вытянутый остров длиной около 1,5 километра. Расположен в 6,8 километрах к юго-западу от острова Буян.
- Остров Линейный — вытянутый и очень узкий остров. Расположен на входе в бухту Клин в 3,5 километрах к северу от мыса Ленинцев (полуостров Пустынный).
- Остров Слитый — расположен практически вплотную к северной части острова Линейного. Имеет около 2,4 километра в длину.
- Остров Суровый — довольно большой остров, расположенный в бухте Конус в западной части острова Комсомолец. Имеет около 4,7 километра в длину и до 1,7 километра в ширину.
- Остров Шар — небольшой округлый (отсюда и название) остров в 1,3 километрах к юго-западу от мыса Куйбышева в западной части острова Комсомолец.
- Острова Демьяна Бедного — группа из восьми крупных и нескольких мелких островов в 4 километрах к северо-западу от северного побережья острова Комсомолец.
- Остров Лагерный — небольшой, 1,3 километра в длину, остров в 800 метрах от острова Комсомолец в районе устья реки Близкой.
- Острова Моренные — группа из восьми крупных и более 50 мелких островов в заливе Лабиринт в северо-западной части острова Комсомолец.